# اسلام‌آباد (نی‌ریز)
اسلام‌آباد روستایی در دهستان هرگان بخش مرکزی شهرستان نی ریز استان فارس ایران است.

## جمعیت
بر پایه سرشماری عمومی نفوس و مسکن در سال ۱۳۹۵ جمعیت این مکان این روستا بدون جمعیت بوده‌است.